# 유승현
유승현(柳承鉉, 1964년 12월 20일 ~ )은 대한민국의 정치인이자 그는 김포시의회 의장을 역임했었다. 소속 정당은 더불어민주당이었으나  인해 제명되었다.

## 생애
2002년 무소속 후보로 지방선거에 출마해 김포시의회 시의원이 됐으며, 2006년 한나라당에 입당하였지만 그 해 한나라당 경선 탈락 후, 탈당하여 무소속으로 선거를 치렀으나 낙선하였다.
이후 2010년 지방선거 시의원 선거에서 민주당 후보로 출마해 당선됐다. 2012년부터 2014년까지 김포시의회 의장을 지냈다.
2016년 총선 당시에는 경기 김포을 지역구에 더불어민주당 예비후보로 공천을 신청했지만 경선에서 탈락했다.
2015년 11월 더불어민주당 환경특별위원회 부위원장직을 수행했다.
2018년 7월 더불어민주당 지역위원장 공모 당시 김포을에 신청했지만 탈락했다.
2018년 김포외국어고등학교 학부모운영위원회 위원장을 역임하였다.

## 학력
- 양곡초등학교 졸업
- 양곡중학교 졸업
- 인천고등학교 졸업
- 나주대학(現.고구려대학교) 호텔관광경영학과
- 서울사이버대학교 사회복지학과
- 국민대학교 대학원

## 사건 사고

### 아내 상해 치사 사건
2019년 5월 김포시 자택에서 혐의(폭행치사)로 경찰에 긴급 체포되었다. 수사 결과 상해치사 혐의로 구속영장을 신청하였다.  1심에서는 살인 유죄가 선고되면서, "배우자 살해 행위는 가족간 애정·윤리를 근본적으로 파괴하면서 자녀들에게 치유할 수 없는 고통·상처를 남기게 된다. 다만 여러 차례 걸친 외도를 용서하고 살다가, 내연남이 유씨를 비하하는 대화를 나누었다고 듣고 격분하여 범행을 저질러 참작할 사정이 있다" 라며 15년에 자격정지 1년을 선고하였다. 2심은 "평소 유씨에게 폭력 성향이 두드러지지 않았다. 딸은 '다투는 일은 있었으나, 유씨가 폭언·폭행하는 경우는 없었다라고 진술하면서 유씨는 불륜 관계를 알고도 자주 전화하고 결혼기념일을 맞아 여행을 가는 관계 회복을 위하여 노력하였다. 유씨가 범행에 사용하기 위하여 골프채를 미리 준비하지 않았다. 골프채로 맞아 생긴 골절상이 없다.  골프채 막대가 부분을 이용한 폭행만으로 살인 범의가 보기 어렵다" 라고 부정적인 판시를 하였다. 이에 상해치사 적용 7년에 자격정지 1년으로 감 받았고, 대법원은 이를 2020년 10월 22일 원심을 확정하였다.

## 역대 선거 결과
|  | 4.18% |

|  | 29.72% |

|  | 10.86% |

|  | 19.19% |

|  | 47.52% |